# Grandaddy
Grandaddy brugte mange år på at indspille kassettebånd og spille på de lokale barer i og omkring Modesto, før de i 1997 udsendte deres første fuldlængde-CD.
Produktionsmæssigt var debutalbummet Under The Western Freeway en primitiv affære, men under de simple sange og den skramlende produktion gemte sig en original, skæv og luftig space-pop, ikke ulig en lofi-agtig udgave af beslægtede navne som Mercury Rev og The Flaming Lips.
Efterfølgeren The Sophtware Slump raffinerede dette udtryk og figurerede flere steder i toppen af lister over de bedste rockudgivelser i år 2000.
Grandaddys næste udgivelse, den lidt skuffende Sumday, var oprindeligt planlagt som en dobbelt-CD, selv om den kun indeholdt 12 kortere sange. Ideen var, at den skulle bestå af en feststemt CD og samt en CD, der var tænkt som "den musik, du hører, når dine gæster er gået hjem". Selv om 'Sumday' endte som en normal CD, er albummet dog stadig opbygget efter dette princip.
I 2006 udgav Granddaddy albummet Just Like the Famble Cat, der blev vel modtaget og igen nåede niveauet fra The Sophtware Slump. I forbindelse med udgivelsen valgte Grandaddy at gå hver til sit.
Grandaddy havde i øvrigt sit eget pladeselskab, Sweat of The Alps, der har udsendt et enkelt album med gruppen Arm of Roger.

## Diskografi

### Albums
- 1997: Under The Western Freeway
- 1999: The Broken Down Comforter Collection
- 2000: The Sophtware Slump
- 2003: Sumday
- 2006: Just Like the Fambly Cat
- 2017: Last Place
- 2020: The Sophtware Slump...on a wooden piano